# Truth & Consequences (ER)
Truth & Consequences is de vijfde aflevering van het zesde seizoen van de televisieserie ER, die voor het eerst werd uitgezonden op 4 november 1999.

## Verhaal
Als door een uit de hand gelopen grap een ontploffing plaatsvindt in een scheikundelokaal op een school, wordt de SEH overspoeld met gewonde leerlingen en leraren. Deze drukte wordt dr. Lawrence te veel en hij raakt het spoor volledig bijster. Steeds meer personeelsleden van de SEH denken dat er iets meer met dr. Lawrence aan de hand is. 
Lucy Knight wil een patiënt op laten nemen in de afkickkliniek, zij komt erachter dat er nog maar één plek over is en dat Hathaway deze plek ook wil voor een patiënt. 
Hathaway komt erachter dat de hoogzwangere vrouw, die zij helpt, aan de drugs is. 
Dr. Carter hoort tot zijn teleurstelling dat Elaine Nichols een tijdje naar Europa wil. 
Jeanie Boulet komt erachter dat het leven met een baby harder is dan eerst gedacht. 

## Rolverdeling

### Hoofdrollen
- Anthony Edwards - Dr. Mark Greene
- Noah Wyle - Dr. John Carter
- Laura Innes - Dr. Kerry Weaver
- Eriq La Salle - Dr. Peter Benton
- Michael Michele - Dr. Cleo Finch
- Paul McCrane - Dr. Robert Romano
- Erik Palladino - Dr. Dave Malucci
- Alan Alda - Dr. Gabriel Lawrence
- Tom Gallop - Dr. Roger Julian
- Michael B. Silver - Dr. Paul Myers
- Gloria Reuben - Jeanie Boulet
- Kellie Martin - Lucy Knight
- Julianna Margulies - verpleegster Carol Hathaway
- Laura Cerón - verpleegster Chuny Marquez
- Yvette Freeman - verpleegster Haleh Adams
- Gedde Watanabe - verpleger Yosh Takata
- Deezer D - verpleger Malik McGrath
- Lily Mariye - verpleegster Lily Jarvik
- Lyn Alicia Henderson - ambulancemedewerker Pamela Olbes
- Montae Russell - ambulancemedewerker Dwight Zadro
- Emily Wagner - ambulancemedewerker Doris Pickman
- Kristin Minter - Randi Fronczak
- Demetrius Navarro - Morales

### Gastrollen (selectie)
- Rebecca De Mornay -  Elaine Nichols
- Vincent Kartheiser - Jesse Keenan
- Miguel Sandoval - Mr. Perez
- Isait De La Fuente - Nathan Perez
- Brooke Bloom - Quinn
- Scott Ferguson - Aaron Hearn
- John Dennis Johnston - Mr. Hearn
- Martha Plimpton - Meg Corwin
- Patrick Renna - Howie McMurtry
- Cress Williams - politieagent Reggie Moore